# 徐碩朋
徐碩朋（英文名：Allan, Tsui Shek Pang，11月24日—）是香港舞台設計師及美術指導，畢業於賽馬會體藝中學、香港理工大學、香港演藝學院電影電視學院及科藝學院，修讀設計、電影電視製作，舞台佈景及服裝設計，分別於1995、1996及2000年獲頒設計學文憑、科藝文憑（電視/電影）及藝術學士（榮譽）學位。
曾任職電影美術指導工作，參與電影包括《基佬四十》、《兩個只能活一個》、《神偷諜影》、《愛上百份百英雄》、《全職大盜》、《妙極人生》等等。
舞台設計作品包括香港話劇團《盲女驚魂》、《紅》(首演及重演)、中英劇團《鐵獅子胡同的回音》、7A班戲劇組《上一輩子的情人》、《夏日煙雲》、三角關係《拾香紀》、彭秀慧作品《再見不再見》（首演及重演）、商台製作《小孖俠》、演戲家族《一屋寶貝》最終回及糊塗戲班《笑之大學》(2014版)等。2006年憑《花肚兜II之神奇窗戶》於香港舞台設計展中獲選，於2007年、2019年代表香港參與捷克布拉格舞台設計四年展（Prague Quadrennial），2012年憑《紅》(首演)獲提名香港舞台劇獎最佳佈景設計。
2011年參與7A班戲劇組的劇場實驗製作《文字再造III》，參考了香港著名作家西西的《浮城誌異》及比利時超現實主義畫家雷內·馬格利特(René Magritte)的畫作，在葵青劇院黑盒劇場編寫、導演及設計了劇場實驗短篇《浮城》。
現為香港舞台技術及設計人員協會項目顧問、展覽設計、舞台佈景及服裝設計師、香港知專設計學院舞台及佈景設計課程主任。

## 曾參與電影、電視及獨立短片
- 《基佬四十》 （A Queer Story） 助理美術指導 1996
- 《兩個只能活一個》 助理美術指導 1996
- 《神偷諜影》 （Downtown Torpedoes） 助理美術指導 1997
- 《愛上百份百英雄》 助理美術指導 1997
- 《全職大盜》 助理美術指導 1997
- 《妙極人生》 （Yellow） 美術指導 2001
- 《十年》 美術指導 2007
- 《童話戀曲201314》 美術指導 2012
- 《新填地. 翻牆》 美術指導 2014

## 展覽設計作品
- 香港青年藝術協會製作，香港賽馬會「點對點」社區藝術計劃視藝展覽(The Hong Kong Jockey Club Point To Point Site Specific Art Project Visual Arts Exhibition) 展覽設計 2011
- 太古港島東製作，ArtisTree展覽《九龍皇帝的文字樂園》(Memories of King Kowloon) 展覽設計 2011
- 香港舞台技術及設計人員協會製作，香港舞台設計展《舞台上的平行空間》(Parallel Space) Part I, II, III  展覽設計 2013-2015
- 香港舞台技術及設計人員協會製作，《布拉格四年展PQ19-香港館》(Prague Quadrennial 19: Hong Kong Pavilion) 展覽設計 2019

## 主要舞台設計作品
- 新城電台製作《拾夢新城》 舞台佈景設計 2000
- 千禧年代製作《梁詠琪四月花火演唱會》 舞台佈景設計 2002
- 香港演藝學院製作《夢斷舞城西》（West Side Dance Story） 舞台佈景設計 2004
- 商台製作《森美小儀歌劇團 早安呀！曼克頓》 舞台佈景設計 2004
- 彭秀慧作品《再見不再見》（Goodbye But Goodbye） 舞台佈景設計 2007
- 三角關係製作《拾香紀》 舞台佈景設計 2007
- 澳門文化局製作《甄妮 X 澳門中樂團 演唱會》 舞台佈景設計 2007
- Silly Thing製作《I Love You Boyz 鬆啲! 依池瀨!》（I-LUB Gagame Show）舞台佈景設計 2007
- 金牌娛樂製作《森美做大騷 金牌司儀》（The Show Must Go Wrong） 舞台佈景設計 2008
- 商台製作《森美小儀歌劇團 小孖俠》 舞台佈景設計 2008
- 都會歌劇院 (City Opera House)製作《蝙蝠之謎》（Die Fledermaus） 舞台佈景設計 2009
- 香港海洋公園製作《魔幻冰上匯演(Spellbond on Ice)》舞台佈景設計 2009
- 7A班戲劇組製作《想‧死》(Death)上海版/香港再度重演版  舞台佈景及服裝設計 2010
- 7A班戲劇組製作《7A 文字再造-浮城》文本、導演、製作設計 2011
- 香港話劇團製作《紅》(Red) 舞台佈景設計 2012
- 演戲家族製作《一屋寶貝》(最終回)(The Passage Beyond) 舞台佈景設計 2012
- 非凡美樂製作歌劇《弄臣》(Rigoletto) 舞台佈景設計 2013
- 7A班戲劇組製作《上一輩子的情人》(daddi) 舞台佈景及服裝設計 2014
- 香港話劇團《盲女驚魂》(Wait Until Dark)   舞台佈景設計 2014
- 糊塗戲班《笑之大學》(2014版)  舞台佈景設計 2014

## 舞台導演作品
- 7A班戲劇組製作《文字再造III》之《浮城》- 文本、導演及製作設計 2011
- 香港演藝學院表演藝術教育中心製作-魔幻舞台《Unignorable》 導演、舞台佈景設計 2012
- 7A班戲劇組製作《文字再造IV》之《In Theatre We Cook》- 文本、導演、製作設計及演出 2014
- 7A班戲劇組製作《文字再造V》之《姬器之惑》- 文本、聯合導演及製作設計 2016
- 7A班戲劇組製作《文字再造VI》之《你一生的圖畫》- 意念、聯合導演及製作設計 2018

## 曾參與藝術教育工作
- Swire Properties Limited – “Mad Hatters Party Exhibition” Venue Design & Hat Design 2003
- 青藝節]（Youth Art Festival）製作《香港賽馬會城市綠林視藝計劃》 裝置藝術導師 2005
- 香港演藝學院電影電視學院客席講師 2007-2013
- 香港演藝學院舞台及製作藝術學院客席講師 2006-2013